# Меланхолик
Меланхо́лик (др.-греч. μελαγ-χολικός «одержимый меланхолией», от μελαγχολία «излияние чёрной жёлчи», ← μέλας «чёрный; тёмный» + χολή «жёлчь; гнев»; дословно — «чёрная жёлчь») — один из четырёх типов темперамента в классификации Гиппократа, характеризующийся инертностью нервной системы, слабостью процессов возбуждения и торможения при их неуравновешенности (характерно преобладание процессов торможения), повышенной чувствительностью и высокой реактивностью психики.

## Психологическое описание
Человека меланхолического темперамента можно охарактеризовать как легкоранимого, склонного глубоко переживать даже незначительные трудности и неудачи, но внешне вяло реагирующего на окружающее. Меланхолики отличаются высокой сенситивностью и эмоциональной чувствительностью, как следствие возникает легкоранимость. В некоторых сферах деятельности это является желательной личностной чертой, так как высокая эмоциональная чувствительность людей с меланхолическим темпераментом позволяет улавливать тончайшие эмоциональные выражения окружающих, особенно утончённых личностей.
Для меланхоликов также характерно преобладание подавленного настроения и слабость волевой деятельности, проявляющаяся, например, в неуверенности в себе и нерешительности. Как правило, меланхолики считаются интровертами, поскольку их фокус внимания заточен на поиск гармонии своего внутреннего мира с внешним, поэтому он стремится снизить количество раздражителей. Если ему удалось её достичь, то он может быть весьма продуктивным. вокруг себя.
При неблагоприятных условиях у них может развиться повышенная эмоциональная ранимость, замкнутость, отчуждённость. В спокойной, привычной для них обстановке, меланхолики могут успешно справляться с жизненными задачами.

## Высшая нервная деятельность
И. П. Павлов относил данный тип темперамента к «слабому», тормозному типу нервной системы.

«Меланхолический темперамент есть явно тормозной тип нервной системы. Для меланхолика, очевидно, каждое явление жизни становится тормозящим его агентом, раз он ни во что не верит, ни на что не надеется, во всём видит и ожидает только плохое, опасное.»
— И. П. Павлов. Полное собрание сочинений, Т. 3, кн. 2, С. 86.

## Известные личности с меланхолическим темпераментом
Среди меланхоликов встречаются такие незаурядные личности, как французский философ Рене Декарт, англичанин Чарльз Дарвин, писатель Николай Васильевич Гоголь, польский композитор Фредерик Шопен, русский композитор Пётр Ильич Чайковский. Они сумели творчески использовать преимущества данного темперамента: высокую чувствительность нервной системы, тонкую реакцию на малейшие оттенки чувств, глубокие эмоциональные переживания, отличающиеся большой устойчивостью. Аристотель в труде «Проблемы» (др.-греч. Προβλήματα, 30, 1) и вовсе утверждал, что все знаменитые и выдающиеся люди были меланхоликами. Впоследствии на эту же мысль ссылался и Цицерон в «Тускуланских беседах» (I, 33).